# Rally Rías Baixas de 2023
El Rally Rías Baixas de 2023, oficialmente 56.º Rallye Recalvi Rías Baixas, fue la edición quincuagésimo sexta y la segunda cita de la Copa de España de Asfalto. Fue también puntuable para la Clio Trophy, la Copa Dacia Sandero y el Trofeo Galicia Histórico. Se celebró del 26 al 27 de mayo y contó con un itinerario de once tramos que sumaban un total de 118 km cronometrados.

## Itinerario
| Día   | Tramo | Nombre                 | Distancia | Hora  | Ganador             | Tiempo    | Líder               |
| ----- | ----- | ---------------------- | --------- | ----- | ------------------- | --------- | ------------------- |
| Día 1 | TC1   | Barciademera -Fornelos | 13,4 km   | 18:12 | José Antonio Suárez | 7:57.6    | José Antonio Suárez |
| Día 1 | TC2   | Ponte Caldelas         | 7,82 km   | 18:55 | José Antonio Suárez | 4:19.1    | José Antonio Suárez |
| Día 1 | TC3   | Barciademera -Fornelos | 13,4 km   | 20:58 | Cancelado           | Cancelado | José Antonio Suárez |
| Día 1 | TC4   | Ponte Caldelas         | 7,82 km   | 21:33 | Álvaro Muñiz        | 4:49.9    | José Antonio Suárez |
| Día 2 | TC5   | Vigo-Nigrán            | 13,7 km   | 10:58 | José Antonio Suárez | 8:27.3    | José Antonio Suárez |
| Día 2 | TC6   | Gondomar-O Porriño     | 11,62 km  | 11:51 | José Antonio Suárez | 6:23.4    | José Antonio Suárez |
| Día 2 | TC7   | Salceda                | 10,37 km  | 12:45 | José Antonio Suárez | 6:05.3    | José Antonio Suárez |
| Día 2 | TC8   | Vigo-Nigrán            | 13,7 km   | 15:20 | José Antonio Suárez | 8:31.8    | José Antonio Suárez |
| Día 2 | TC9   | Gondomar-O Porriño     | 11,62 km  | 16:13 | José Antonio Suárez | 6:28.2    | José Antonio Suárez |
| Día 2 | TC10  | Salceda                | 10,37 km  | 17:07 | José Antonio Suárez | 6:08.0    | José Antonio Suárez |
| Día 2 | TC11  | Vigo                   | 4,42 km   | 18:22 | José Antonio Suárez | 2:45.1    | José Antonio Suárez |

## Clasificación final
| Pos. | Piloto                | Copiloto             | Automóvil             | Tiempo    | Diferencia |
| ---- | --------------------- | -------------------- | --------------------- | --------- | ---------- |
| 1.   | José Antonio Suárez   | Alberto Iglesias Pin | Škoda Fabia RS Rally2 | 1:01:58.7 | 0.0        |
| 2.   | Alberto Meira         | Avelino Martínez     | Škoda Fabia R5        | 1:03:02.5 | +1:03.8    |
| 3.   | Jorge Cagiao          | Jorge Martínez       | Alpine A110 Rally RGT | 1:03:37.0 | +1:38.3    |
| 4.   | Álvaro Muñiz          | Néstor Casal         | Škoda Fabia R5        | 1:04:31.5 | +2:32.8    |
| 5.   | Jorge Pérez Oliveira  | Miriam Vera          | Suzuki Swift Sport R+ | 1:06:17.6 | +4:18.9    |
| 6.   | Unai de la Dehesa     | Alain Peña           | Renault Clio Rally4   | 1:07:53.0 | +5:54.3    |
| 7.   | Alejandro Martín      | Aday Santiago        | Renault Clio Rally5   | 1:08:32.2 | +6:33.5    |
| 8.   | Carlos Rodríguez      | David Jesús Nieto    | Renault Clio Rally5   | 1:08:57.1 | +6:58.4    |
| 9.   | Juan Carlos Fernández | Esther de la Torre   | Renault Clio Rally5   | 1:08:57.2 | +6:58.5    |
| 10.  | Juan Manuel Maña      | David Fernández      | Renault Clio Rally5   | 1:09:11.1 | +7:12.4    |